# Rota Romana

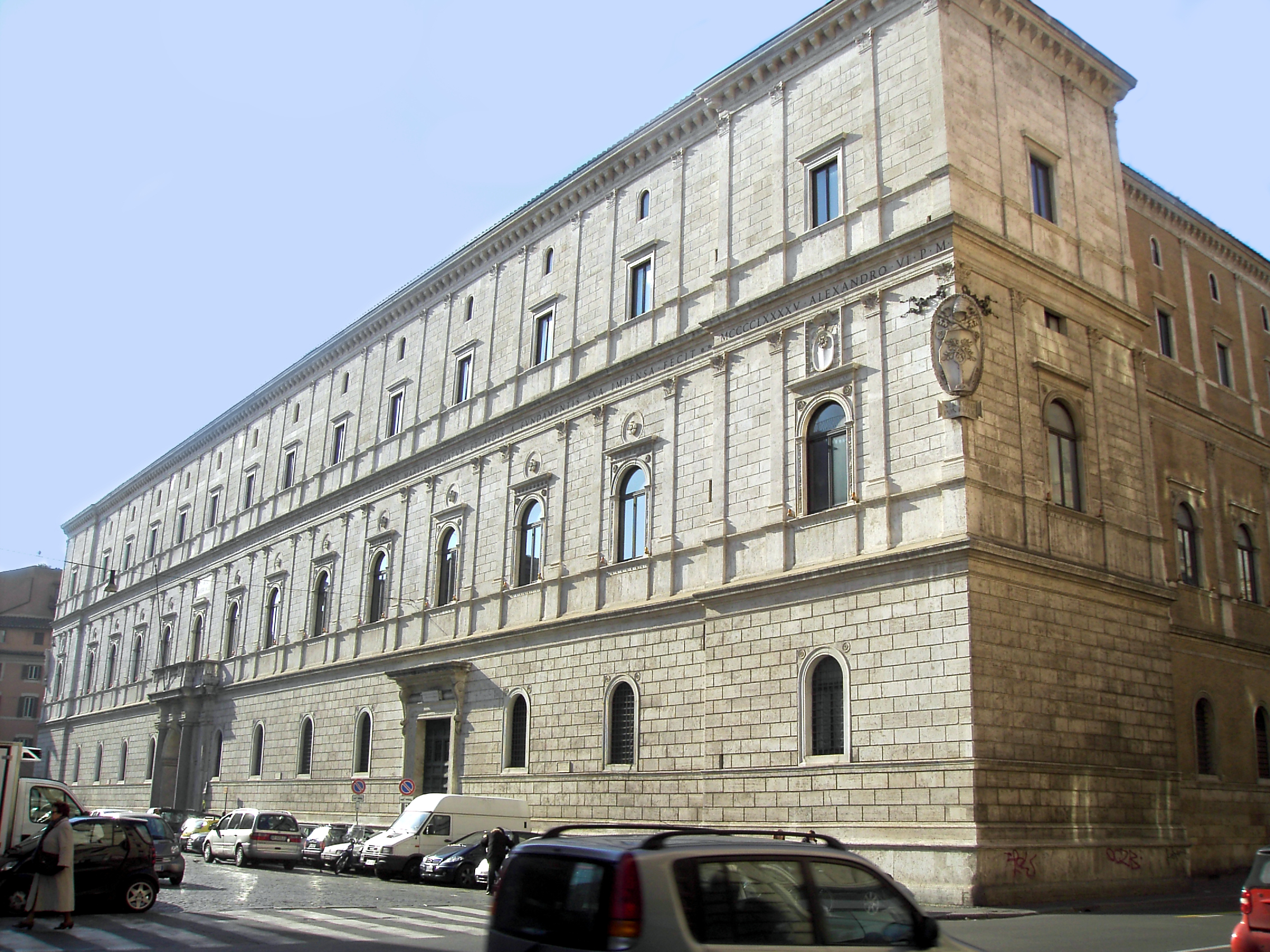
Fachada do Palácio da Chancelaria em Roma.

O Tribunal da Rota Romana (Tribunal Rotae Romanae) ordinariamente funciona como instância superior no grau de apelo junto da Sé Apostólica, para tutelar os direitos na Igreja; provê à unidade da jurisprudência e, mediante as próprias sentenças, serve de ajuda aos Tribunais de grau inferior. O Tribunal da Rota Romana é regido por lei própria.
Os Juízes deste Tribunal, dotados de comprovada doutrina e experiência e pelo Sumo Pontífice escolhidos das várias partes do mundo, constituem um colégio; a este Tribunal preside o Decano nomeado por um determinado período pelo Sumo Pontífice, que o escolhe entre os mesmos Juízes.

## Histórico
O Tribunal da Rota Romana teve sua origem na Chancelaria Apostólica, na qual o Chanceler veio a ser depois auditor contradictorum.
O nome Rota, deriva provavelmente do recinto circular onde se reuniam os auditores para julgar as causas. Sisto IV, em 1472, fixou em 12, o números dos capelães auditores. O Papa Bento XIV determinou a competência do tribunal com a Constituição Apostólica Iustitiae et pacis, em 1747.
A escolha dos auditores foi sempre reservada ao Papa, mas foi concedido o direito de algumas nações de indicarem o nome de alguns auditores, como Espanha, Alemanha e França.
A partir do pontificado de Gregório XVI, em 1834, a rota se tornou também um tribunal de apelação para o Estado Pontifício, enquanto que as causas pertinentes ao foro eclesiástico, eram decididas pelas Congregações.
Em 1870, as atividades deste tribunal, quase cessaram, mas S. Pio X, com a constituição Sapienti Consilio, de 29 de junho de 1908, a reconstituiu e reestruturou. 
As normas atuais vigentes foram aprovadas pelo Papa João Paulo II, em 7 de fevereiro de 1994 e postas em prática, em 1 de outubro do mesmo ano.

## Competências do Tribunal
Este Tribunal julga: 
1. em segunda instância, as causas julgadas pelos Tribunais ordinários de primeira instância e remetidas à Santa Sé por legítimo apelo; 
2. em terceira ou ulterior instancia, as causas já tratadas pelo mesmo Tribunal Apostólico e por algum outro Tribunal, a não ser que tenham passado em julgado. 
O mesmo, além disso, julga em primeira instância: 
1. os Bispos nas causas contenciosas, contanto que não se trate dos direitos ou dos bens temporais de uma pessoa jurídica representada pelo Bispo; 
2. os Abades primazes, ou os Abades superiores de Congregações monásticas e os Superiores-Gerais de Institutos Religiosos de direito pontifício; 
3. as dioceses ou outras pessoas eclesiásticas, quer físicas quer jurídicas, que não têm um superior abaixo do Romano Pontífice; 
4. as causas que o Romano Pontífice tenha confiado ao mesmo Tribunal. 
Julga as mesmas causas, a não ser que seja previsto o contrário, também em segunda e ulterior instância. 

## Decanos
|         | Nome                                   | Período    | Notas          |
| Decanos | Decanos                                | Decanos    | Decanos        |
| ------- | -------------------------------------- | ---------- | -------------- |
| 12º     | Dom Alejandro Arellano Cedillo         | 2021 -     | Atual          |
| 11º     | Mons. Pio Vito Pinto                   | 2012- 2021 | Decano emérito |
| 10º     | Dom Antoni Stankiewicz                 | 2004-2012  |                |
| 9º      | Dom Raffaello Funghini                 | 1999-2004  |                |
| 8º      | Mario Francesco Cardeal Pompedda       | 1993-1999  |                |
| 7º      | Dom Ernesto Maria Fiore                | 1985-1993  |                |
| 6º      | Boleslaw Cardeal Filipiak              | 1967-1976  |                |
| 5º      | Francis John Cardeal Brennan           | 1959-1968  |                |
| 4º      | William Theodore Cardeal Heard         | 1958-1959  |                |
| 3º      | André-Damien-Ferdinand Cardeal Jullien | 1944-1958  |                |
| 2º      | Michele Cardeal Lega                   | 1908-1914  |                |
| 1º      | Joachim-Jean-Xavier Cardeal d'Isoard   | 1824-1827  |                |